# إبراهيم أدهم الدمرداش
إبراهيم أدهم الدَّمرداش (و. 1324 - ت. 1408 هجـ/ 1906 - 1987 م) مهندس، باحث علمي متخصص، لُغويّ مصري.

## مولده وتعليمه
ولد بالقاهرة، وتلقى تعليمه الابتدائي بمدرسة حلوان، والثانوي بالمدرسة الخديوية بالقاهرة. التحق بمدرسة الهندسة الملكية بالجيزة، وحصل على دبلومها عام 1925، وسافر في بعثة إلى سويسرا، التحق بجامعة زيورخ وحصل منها على دبلوم الهندسة المدنية، ثم تابع تعليمه فيها وحصل على الدكتوراة في العلوم الهندسيّة منها أيضاً. قضى بعد ذلك ثلاث سنوات بالحقل الهندسي العملي في شركات أجنبيّة.

## النشاط العلمي
بعد أن عاد إلى القاهرة عُيِّن بمدرسة الهندسة الملكيّة (كلية الهندسة) ورُقّي فيها أستاذًا في سنة 1944. عندما أصبحت المدرسة كلية في جامعة القاهرة (فؤاد الأوّل) شغل منصب أستاذ لكرسي حساب الإنشاءات، وكرسي الجسور والإنشاءات المعدنيَّة، وكرسي تصميم هياكل الطائرات. ثمّ عُيِّن رئيسًا لقسم هندسة الطيران. شغل منصب عميد كليّة الهندسة بجامعة القاهرة ثلاث مرات. انتُخب عُضواً باللجنة الدائمة للجمعيّة الدوليّة للجسور والإنشاءات في سنة 1952، وانتُخبَ نقيبًا للمهندسين في سنتيّ 1955 و1956، ورئيسًا لجمعيّة المهندسين المصريين من 1978 حتّى عام 1982. نال جائزة الدولة التقديريّة في العُلوم سنة 1968. عُيِّن عُضوًا في مجلس إدارة معهد أبحاث البناء، ومجلس جامعة الأزهر، وباللجنة العليا لأبحاث الفضاء، وفي المجلس الأعلى للجامعات، ومجلس أكاديمية البحث العلمي والتكنولوجيا، ومستشارًا فنِّيًّا لهيئة إنقاذ معابد فِيلَة، والهيئة العامّة لتطوير المحالج، والسّقيفة القديمة للمسعى، وقبّة الصّخرة، وشركتيّ التّقطير والإسمنت، وقبّة جامع محمد علي بالقلعة، وغيرها. انتُخبَ عضوًا في مجمع اللغة العربية بالقاهرة عام 1973.
توزّع نشاطه العلمي بين مؤتمرات شارك فيها ببحوثه ومناقشاته، وبين مؤلّفات علميّة في مجال الهندسة. وقد ألقى عدّة محاضرات سنة 1959 في أكاديميّة العلوم في بودابست عاصمة المجر، وفي جامعة فيينا بالنّمسا، وشارك في عدة مؤتمرات دولية للجسور والإنشاءات، في زيورخ، وباريس، وبرلين، ولييج، وكمبردج، واستوكهولم، وأمستردام، وفيينا، وترأس بعض الجلسات فيها، كما له مشاركة في المؤتمرات الدوليّة لأساتذة الجامعات، والجمعية الدولية للمباني العالية، والجمعية الدولية للخرسانة سابقة الإجهاد، بالإضافة إلى المؤتمرات العربية الهندسية التي عُقدت بالقاهرة والإسكندرية والرياض.

## مؤلفاته
تزيد بحوثه العلمية على الأربعين بحثًا، كتب أكثرها بالإنجليزيّة، والألمانيَّة التي كان يُتقنها، وقليل من أبحاثه مكتوبة بالعربيّة، وقد تُرجمت أبحاثه إلى المجريّة، والفرنسيّة، وهي في مجال الإجهادات الناشئة عن العُزوم، وفي الأعتاب الشّبكيّة، وفي الأعتاب الإطاريّة، وفي المصبعات، وفي حساب العقود المشدودة، والأعتاب المُقوّاة، والإطارات المُقفَلَة، وطرق الإرخاء المتتابع.
نُشرت بحوثه في مصر، وخارجها أيضًا، ونوّه عنها في أكثر من مرجع أجنبي في الفنون المعمارية، وهندسة الإنشاءات.